# Landschaftsschutzgebiet Sammtholz-Ziegenberg
Das Landschaftsschutzgebiet Sammtholz-Ziegenberg, mit 25,49 ha Flächengröße bei Ausweisung, liegt im Kreis Paderborn. Das Landschaftsschutzgebiet (LSG) wurde am 31. März 1970 vom Kreis Paderborn, mit Ermächtigung vom Regierungspräsidenten im Regierungsbezirk Detmold, ausgewiesen. Das Landschaftsschutzgebiet wurde 1970 mit einer Befristung bis zum §1. Dezember 1988 ausgewiesen. Laut Gesetz zum Schutz der Natur in Nordrhein-Westfalen (Landesnaturschutzgesetz – LNatSchG NRW) vom 21. Juli 2000 § 79 Überleitung bestehender Verordnungen, besteht das LSG aber weiterhin bis zum Inkrafttreten eines Landschaftsplans oder einer ordnungsbehördlichen Verordnung.

## Beschreibung
Das LSG liegt nordwestlich von Borchen und grenzt an die Gemeindegrenze. Das LSG umfasst die Aue der  Alme und einen Waldbereich. Im LSG liegen Grünland und Wald. Die A 33 zerschneidet das LSG.
Die Verordnung des LSG verbietet das Errichten baulicher Anlagen, auch wenn sie keiner Baugenehmigung oder Bauanzeige bedürfen, sowie bauliche Änderungen der Außenseite bestehender baulicher Anlagen. Verboten ist auch die Aufforstung landwirtschaftlich nutzbarer Flächen mit Ausnahme der Ödländereien und die gänzliche oder teilweise Beseitigung oder Beschädigung von Hecken, Feld- oder Ufergehölzen in der freien Landschaft, ferner die Veränderung oder Anlegung von Wasserläufen oder Wasserflächen.